# Gianni Berengo Gardin

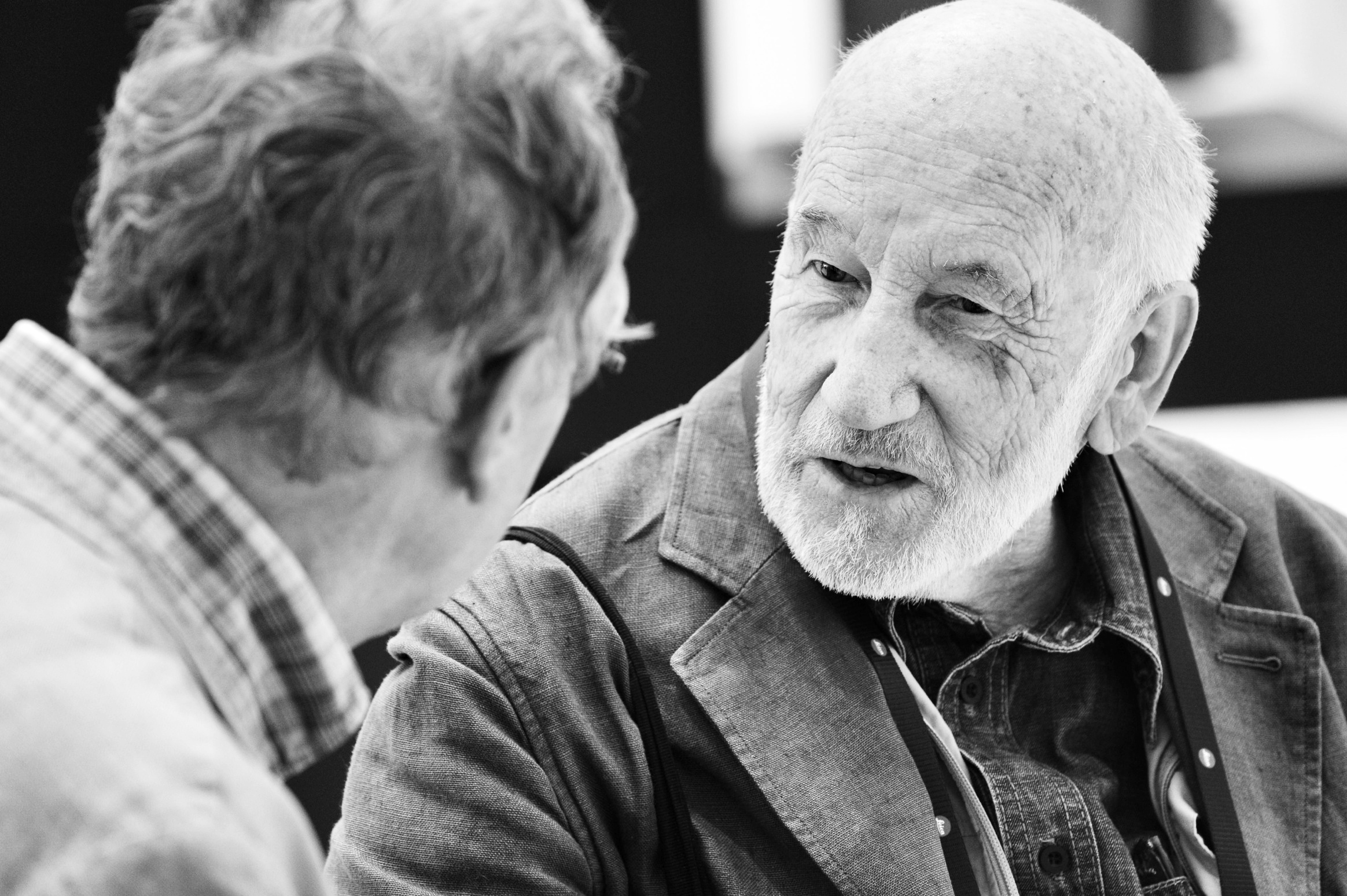
Gianni Berengo Gardin (2015)

Gianni Berengo Gardin (* 10. Oktober 1930 in Santa Margherita Ligure, Provinz Genua; † 6. August 2025 in Genua) war ein italienischer Fotograf.

## Leben
Berengo Gardin befasste sich ab 1954 mit der Fotografie. Er begann als Fotoreporter für die Zeitschrift Il Mondo. In den folgenden Jahren arbeitete er unter anderem für Zeitschriften wie Domus, Epoca, L’Espresso, Time und Stern und die Tageszeitung Le Figaro. Die Unternehmen Procter & Gamble und Olivetti setzten seine Fotografien für Werbezwecke ein. Der italienische Architekt Carlo Scarpa erlaubte ihm, einige seiner Gebäude zum Totengedenken zu dokumentieren, zum Beispiel die Tomba Brion in Altivole in der Provinz Treviso.
Berengo Gardin arbeitete mit seinen Fotografien an der Erstellung einer Anzahl von Fotobüchern mit, zum Beispiel mit Cesare Zavattini am Band Un paese vent’anni doppo („Ein Land, zwanzig Jahre später“) oder am Band Venedig: Stadt auf 118 Inseln mit Giorgio Bassani und Mario Soldati. Einige Jahre lang besuchte er die Siedlungen der Zigeuner in Italien. Daraus entstand der Fotoband Disperata Allegria - vivere da Zingari a Firenze, der 1995 den Leica Oskar Barnack Award erhielt.
Einige der Werke Berengo Gardins wurden beispielsweise im Museum of Modern Art (MOMA) in New York City, im George Eastman House in Rochester (New York), USA, in der Bibliothèque nationale de France in Paris oder bei den Fotoschauen Rencontres d’Arles, ebenfalls in Frankreich gezeigt.
Berengo Gardin lebte und arbeitete jeweils für längere Zeit in Rom, Paris, der Schweiz und in Mailand. Er starb am 7. August 2025 in Genua.

## Auszeichnungen
- 1995: Leica Oskar Barnack Award
- 2008: Lucie Award
- 2009: Dr. h.c. der Universität Mailand, für seine Verdienste auf den Gebieten Geschichte und Kunstkritik.

## Veröffentlichungen
- mit Giorgio Bassani und Mario Soldati: Venedig: Stadt auf 118 Inseln. Josef Keller Verlag, Starnberg 1965.
- mit den Fotografen Mario Mulas und Fulvio Reuter, Text: Ludovico Zorzi: Ivrea, mit Paralleltext in de., en., fr., it. und es. Electa, Venedig 1970.
- mit Text von Giancarlo Vigoelle: Il paradiso de Rabuzin. Edizioni Tege, Mailand 1978.
- mit Text von Giacomo Corna Pellegrini et al.: Case contadini. Touring Club Italiano, Mailand 1979.
- mit Text von Lalla Romano und Cesare de Seta: Finlandia, Norvegia, Svezia. Touring Club Italiano, Mailand 1982.
- Alberto Fumagalli: La casa e il contadino = The Peasant and his Home. Edagricole, Bologna 1985.
- mit Text von Luigi Bianchi et al.: Rom. Kümmerly und Frey, Bern 1986, ISBN 3-259-08750-8.
- mit Text von Christiana Moldi-Ravenna und Teodora Sammartini: Die geheimen Gärten Venedigs. Diederichs, München 1989, ISBN 3-424-00992-X.
- mit Text von Maria Raffaella Fiory Ceccopieri: Apulien: Trulli und staufisches Erbe. Kümmerly und Frey, Bern 1987, ISBN 3-259-08753-2.
- Susanna Berengo Gardin (Hrsg.): Italians=Italiener. deutsch/englisch. te Neues, Kempen 2000, ISBN 3-8238-5453-4.
- mit Antonella Monzoni: Blutfreitag: Il venerdi del preziosissimo sangue. deutsch/italienisch. Tre Lune, Mantua 2008, ISBN 978-88-89832-20-2.